# Philbertia arnoldi
Philbertia arnoldi là một loài ốc biển, là động vật thân mềm chân bụng sống ở biển trong họ Turridae.